# Bolesław (Silésie)
Pour les articles homonymes, voir Bolesław.
Bolesław (prononciation : [bɔˈlɛswaf]) est une localité polonaise de la gmina de Krzyżanowice, située dans le powiat de Racibórz en voïvodie de Silésie.